# Jacksonville (Teksas)
Jacksonville je grad u američkoj saveznoj državi Teksas. Prema popisu stanovništva iz 2010. u njemu je živjelo 14.544 stanovnika.